# Plain Old Java Object
POJO és un acrònim de Plain Old Java Object, que es refereix als objectes Java que no es veuen carregats per especificacions que incrementen la seva estructura d'atributs o mètodes, especialment, no segueixen l'especificació dels Enterprise JavaBeans, que es va popularitzar tot i la seva complexitat i que presumptament posava en perill la difusió de Java. Aquest concepte va ser encunyat per Martin Fowler, Rebecca Parsons i Josh MacKenzie i rep el suport dels qui defensen que com més simple és el disseny, millor.
| « | Ens preguntàvem per què la gent estava tan en contra d'usar objectes regulars als seus sistemes i vam concloure que és a causa de no tenir un nom elegant Així que li'n vàrem donar un i va ser molt ben acollit. | » |
| — | |   |

El terme segueix el patró dels retrònims, com ara els POTS (Plain Old Telephone Service) en telefonia o PODS (Plain Old Data Structures) que es defineixen en C++ però només usen les característiques del llenguatge C.
El terme probablement va aconseguir acceptació arreu a causa de la necessitat d'un terme de comprensió comuna i fàcil que contrastés amb entorns complicats d'objectes. Un JavaBean és un POJO que és serialitzable, té un constructor sense argument i permet l'accés a propietats usant mètodes de tipus getter o setter. Un Enterprise JavaBean no és una classe simple sinó que és un component de model complet (un cop més, EJB 3 redueix la complexitat dels Enterprise JavaBeans).
El terme serveix com a recordatori que dissenys més simples poden ser millors que incorporar un entorn complex en l'arquitectura d'un sistema sense motius de prou pes. Com que dissenyar amb POJOs ha esdevingut més habitual, els sistemes han tret al descobert que cal donar als POJOs algunes de les funcionalitats usades en entorns complexos i més possibilitat de tria sobre quines funcionalitats calen realment. Hibernate i Spring en són exemples.

## Variacions contextuals
Des de novembre de 2005, el terme "POJO" s'usa principalment per denotar un objecte Java que no segueix cap dels principals models, convencions o entorns d'objectes Java, com els EJB.
Tots els objectes Java són POJOs. Més estrictament, és un objecte que no està lligat a cap restricció més que les que imposa l'especificació del Llenguatge Java. Per tant, un POJO no hauria de:
1. Estendre classes preespecificades, com a
```
public class Foo extends javax.servlet.http.HttpServlet{ ...
```

2. Implementar interfícies preespecificades, com a
```
public class Bar implements javax.ejb.EntityBean{ ...
```

3. Contenir anotacions preespecificades, com a
```
@javax.ejb.Entity
public class Baz{ ...
```

Malgrat tot, degut a dificultats tècniques i d'altres raons, molts productes de programari o entorns descrits com POJO-compliant, de fet encara requereixen l'ús d'anotacions preespecificades per funcionalitats com persistència per funcionar correctament.

## Acrònims relacionats

### Plain old Java Interface
Una Plain old Java Interface (POJI) és una forma bàsica d'interfície Java interface que és acceptada en entorns on la complexitat no és permesa.